# أورق
الأَوْرَق (الاسم العلمي Podoces)، جنس طير من الغربان. أنواعه المعروفة قليلة العدد، تتميز بضعف طيرانها وقصر شوطها وسرعة عدوها على الأرض، موطنها من وسط آسيا حتى منغوليا. أجسامها متوسطة القد. مناقيدها معتدلة الجرم، مخاطمها العليا تلحف السفلى. أجنحتها ذلقة، صغيرة، قليلة الأنفراج. أرساغها قوية، أصابعها مستطيلة مسلحة بمخالب حادة قليلة الأنعقاف.

## قائمة الأنواع
| صورة | الاسم العلمي       | الاسم العربي | توزيع                                                 |
| ---- | ------------------ | ------------ | ----------------------------------------------------- |
|      | Podoces hendersoni | أورق منغولي  | منغوليا وشمال الصين والمناطق المجاورة لروسيا وكزخستان |
|      | Podoces biddulphi  | أورق سنجاني  | الصين                                                 |
|      | Podoces pleskei    | أورق فارسي   | إيران.                                                |
|      | Podoces panderi    | أورق بندر    | كزخستان وتركمانستان وأُزبكستان                         |